# 황동

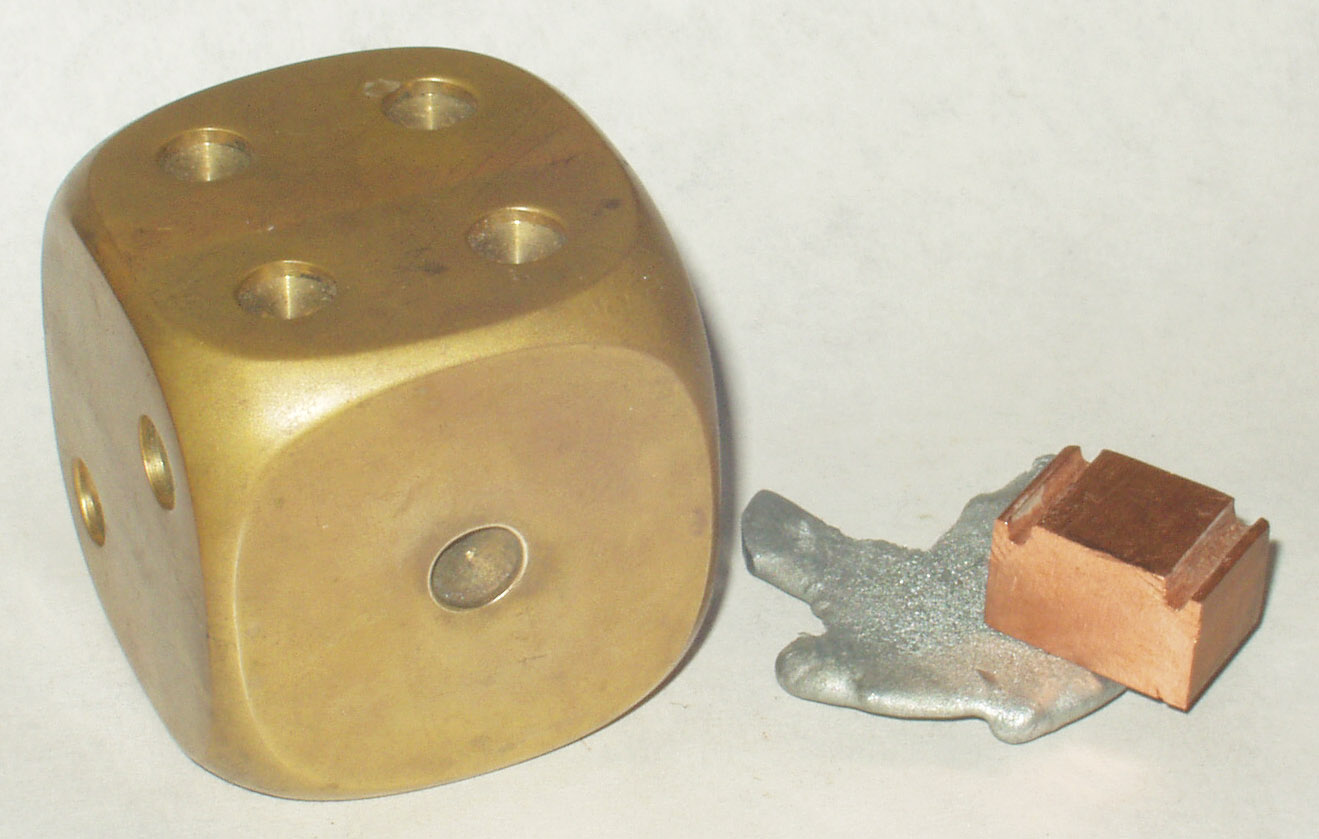

황동(黃銅, brass)은 구리(Cu)에 아연(Zn)을 첨가하여 만든 황금빛을 띠는 합금을 일컫는 말이다. 실용되고 있는 합금은 보통 아연 30∼40%가 들어 있는 것으로서, 아연 30%의 것은 칠삼황동, 아연 40%의 것은 육사황동이라고 한다. 한국 고유 기술상으로는 주석 등의 다른 구리 합금과 함께 놋쇠라 한다.
황동은 구리와 아연의 합금으로 다양한 색상과 기계적, 전기적, 음향적, 화학적 특성을 얻기 위해 비율을 변경할 수 있지만 일반적으로 구리가 더 큰 비율을 차지한다(일반적으로 구리 66%, 아연 34%). 선사 시대부터 사용된 치환 합금이다. 즉, 두 구성 요소의 원자가 동일한 결정 구조 내에서 서로 교체될 수 있다.
황동은 아연 대신 주석을 함유한 구리 합금인 청동과 유사하다. 청동과 황동에는 모두 비소, 납, 인, 알루미늄, 망간 및 실리콘을 비롯한 다양한 기타 원소가 소량 포함될 수 있다. 역사적으로 두 합금 사이의 구별은 덜 일관되고 명확하지 않았으며 박물관에서는 점점 더 일반적인 용어인 "구리 합금"을 사용하고 있다.
황동은 밝은 금색 외관으로 인해 금과 색깔이 유사해, 금 대용품으로 널리 사용되었는데 이로인해 오랫동안 인기 있는 소재였으며 여전히 서랍 손잡이와 문 손잡이에 사용된다. 또한 낮은 녹는점, 높은 작업성(수공구 및 현대 터닝 및 밀링 기계 사용), 내구성, 전기 및 열 전도성으로 인해 조각품 및 도구를 만드는 데 널리 사용되었다. 구리 함량이 높은 황동은 더 부드럽고 황금색을 띈다. 반대로 구리가 적고 아연이 많은 제품은 더 단단하고 색상이 더 은빛이다.
황동은 자물쇠, 경첩, 기어, 베어링, 탄약 케이스, 지퍼, 배관, 호스 커플링, 밸브, 전기 플러그 및 소켓과 같이 내식성과 낮은 마찰이 필요한 응용 분야에 여전히 일반적으로 사용된다. 호른, 벨 등의 악기에 널리 사용된다. 황동의 구성은 부식에 대한 저항력이 더 크기 때문에 의상 주얼리와 패션 주얼리에서 구리를 대체하는 데 유리하다. 황동은 청동만큼 단단하지 않으므로 대부분의 무기와 도구에 적합하지 않는다. 아연은 바닷물의 미네랄과 반응하여 다공성 구리를 남기기 때문에 해양 용도에도 적합하지 않다. 주석이 첨가된 해양 황동은 청동과 마찬가지로 이를 방지한다.
황동은 인화성 또는 폭발성 물질 근처에서 사용되는 부속품 및 도구와 같이 불꽃이 튀지 않는 것이 중요한 상황에서 자주 사용된다.

## 개요
가장 일반적인 황동은 구리 65%, 아연 35%이다. 또 구리와 아연의 비율에 따라 다음과 같이 불린다.
- 단동(丹銅) : 아연이 5 ~ 20% 미만, 적색이 강하기 때문에 붉은 황동(red brass) 또는 건메탈(Gunmetal)이라고도 한다.
- 7-3황동 : 구리를 70%, 아연을 30%를 섞은 황동을 말한다.
- 6-4황동 : 구리를 60%, 아연을 40%를 섞은 황동을 말한다. 황금색에 가까운 노란색을 띤다.
- 델타메탈
- 네이벌 황동

아연의 비율이 높을수록 색이 옅어지고 아연의 비율이 낮을수록 적색을 띤다. 일반적으로 아연의 비율이 증가함에 따라 경도도 증가하지만 동시에 깨지기 쉬운 취성도 증가하기 때문에 45% 이상은 사용하지 않는다.
그 외에도 피삭성(절삭이 잘되는 정도)을 높이기 위해 납(Pb)을 첨가한 쾌삭황동이나 주석(Sn)을 첨가하여 염분에 저항이 강한 내해수성을 높인 네이벌 황동 (해군황동으로 알려짐) 등이 있다.
황동은 주물, 판, 봉, 선, 파이프 등으로 가공하기가 쉽고, 기계 기구를 비롯하여 일용품ㆍ미술공예품 등에 널리 쓰이고 있다.
한편, 황동은 악기에도 많이 쓰인다. 금빛으로 빛나는 큰 관악기 따위는 대부분 황동으로 만든 것들이며, 브라스밴드라는 말도 본래 황동을 뜻하는 영어의 brass에서 유래한 것이다. 브라스밴드에서 쓰이는 관악기들 중에는 구리, 청동, 등등으로 만들어진 악기도 있다.

## 같이 보기
- 양은(洋銀, 구리와 아연과 니켈의 합금)
- 청동(靑銅, bronze, 구리와 주석의 합금)
- 백동(白銅, ≒백동, 구리와 니켈의 합금)
- 놋그릇

## 참고 문헌
- 이 문서에는 다음커뮤니케이션(현 카카오)에서 GFDL 또는 CC-SA 라이선스로 배포한 글로벌 세계대백과사전의 내용을 기초로 작성된 글이 포함되어 있습니다.